# Антонелюв (Свентокшиське воєводство)
Антонелюв (пол. Antonielów) — село в Польщі, у гміні Лопушно Келецького повіту Свентокшиського воєводства.
Населення — 180 осіб (2011).
У 1975-1998 роках село належало до Келецького воєводства.

## Демографія
Демографічна структура на день 31 березня 2011 року:
|          | Загалом | Допрацездатний вік | Працездатний вік | Постпрацездатний вік |
| -------- | ------- | ------------------ | ---------------- | -------------------- |
| Чоловіки | 95      | 22                 | 64               | 9                    |
| Жінки    | 85      | 20                 | 45               | 20                   |
| Разом    | 180     | 42                 | 109              | 29                   |